# Ataque a la embajada británica en Irán de 2011
El ataque a la embajada británica en Irán ocurrió el 29 de noviembre de 2011, cuando alrededor de 1000 manifestantes atacaron la embajada británica en Teherán. Varias personas, presuntamente estudiantes universitarios, tomaron por asalto la embajada y otro compuesto diplomático en Teherán, saqueando las oficinas y robando documentos. Varias personas resultaron heridas tras la intervención de las fuerzas de seguridad iraníes.

## Causas
Reino Unido ha impuesto numerosas sanciones a Irán por su preocupación respecto al Programa nuclear de Irán. A raíz de un informe elaborado por el Organismo Internacional de Energía Atómica en noviembre de 2011, el régimen británico ha bloqueado todas las instituciones financieras en el Reino Unido para hacer negocios con sus contrapartes en Irán, incluyendo el Banco Central de Irán. Irán respondió con la aprobación de un proyecto de ley para reducir sus lazos con el Reino Unido, incluyendo el requisito de que ambos países retiren sus embajadores del otro para reducir el nivel de las relaciones diplomáticas.

## Incursión
La incursión ocurrió cuando cerca de 1000 personas se reunieron cerca de la embajada para exigir que el embajador británico sea enviado a casa inmediatamente. Las manifestaciones empezaron pacíficamente, pero luego algunos de los participantes asaltaron el edificio, rompiendo la puerta, tirando papeles y sustituyendo la bandera británica con una iraní. La policía pareció retomar el control de la Embajada británica en Teherán tras ser asaltada, aunque no intervinieron inmediatamente cuando los manifestantes entraron en la Embajada Británica. Durante el asalto, los estudiantes cantaban «Allahu Akbar», «¡Abajo con el Reino Unido!», «¡Abajo con los EE.UU.!» y ¡«Abajo Israel!».
La televisión estatal iraní menciona que la policía tenía el conflicto bajo control, pero la Oficina de Relaciones Exteriores de Gran Bretaña calificó la situación como "fluida" y dijo que "los detalles son todavía incipientes".
El primer ministro británico David Cameron describió la incursión como "indignante e injustificable" y exigió que Irán inmediatamente garantizara la seguridad de todo el personal británico de la embajada. El ministro de relaciones exteriores, William Hague, dijo que la "acción irresponsable" había puesto la seguridad de los diplomáticos y sus familias en riesgo y causó grandes daños a la propiedad de la embajada.
Algunos estudiantes anti-Reino Unido se habían reunido en la parte delantera del jardín Gholhak en el norte de Teherán. También bajaron un retrato de la reina y quemaron un vehículo de la embajada,así como banderas de los Estados Unidos, el Reino Unido e Israel.Los manifestantes dijeron que querían cerrar la embajada. Los manifestantes también atacaron Gholhak Garden, un compuesto diplomático británico en el norte de Teherán, que ha sido una fuente de discusión entre funcionarios iraníes y el Reino Unido sobre su propiedad. Al final de noviembre de 2011, las protestas parecen haber terminado.
Irán expresó su pesar por los ataques y la policía arrestó a 12 manifestantes.

### Autores
Los medios estatales iraníes describieron las protestas como la espontánea reacción de "estudiantes" asociados con Basij, en contra de las políticas de Gran Bretaña. Los manifestantes mismos declararon de forma pública "nuestras acciones son la espontánea reacción de estudiantes revolucionarios y no fueron ordenadas por ningún organismo estatal".
Por otro lado, algunos analistas, fuentes de medio y grupos opositores iraníes afirma que el ataque fue orquestado por las autoridades iraníes.  El corresponsal de Al Jazeera en Teherán, Dorsa Jabbari, informó que la policía iraní y varios ministerios tenían conocimiento previo de la manifestación, la cual fue organizada por el brazo estudiantil del Basij. Jabbari dijo, "Cualquier acción de esta escala nunca puede ser independiente en la República Islámica. Estas manifestaciones siempre son aprobadas por oficiales de mayor cargo". Las fuentes de Al Arabiya señalaron que los dos canales iraníes oficiales emitieron en vivo el ataque de la embajada; permiso de lo cual debe haber sido dado de antemano por Ayatollah Khomeini.

## Las protecciones de la Convención de Viena
Las convenciones que regulan la diplomacia entre los estados son en gran parte codificada en la Convención de Viena de 1969, así como la costumbre de siglos de viejas prácticas. En consecuencia, un país debe brindar seguridad a todo el personal diplomático acreditado, así como proteger el territorio de la instalación. Legalmente, una embajada, así como la residencia del embajador es inviolable y goza de inmunidad de jurisdicción, lo que lo hace equivalente al territorio nacional del país representado, aunque realmente no lo sea.

## Reacciones

### Irán
El ministro de relaciones exteriores iraní expresó su pesar por el atentado, que calificó de "inaceptable" y dijo que ocurrió "a pesar de los esfuerzos realizados por la Policía de Aplicación de la Ley de Irán y el refuerzo de los guardias de la embajada." La policía iraní arrestó a 12 manifestantes en relación con el ataque.

### Reino Unido
Tras el incidente, el Ministerio de relaciones exteriores emitió un comunicado diciendo que "estamos indignados por este hecho. Es totalmente inaceptable y lo condenamos". Más tarde esa noche el primer ministro británico David Cameron describe la falla de la protección de la embajada como una "desgracia".
El 30 de noviembre de 2011, durante un discurso a la Cámara de los Comunes, el secretario de Relaciones Exteriores William Hague anunció que el embajador iraní en la Corte de Saint James's, su equipo de embajadores y otros diplomáticos iraníes tuvieron 48 horas para abandonar Reino Unido. El secretario de Relaciones Exteriores también anunció que había cerrado la embajada británica, y su personal y sus familiares habían salido de Teherán. Esto llevó a las relaciones del Reino Unido con Irán a su nivel más bajo, y tanto el secretario de Relaciones Exteriores y el primer ministro había advertido de mucho más "serias consecuencias" contra Irán, por su incapacidad para cumplir con sus obligaciones internacionales en línea con la Convención de Viena.

### Internacional
Tras el incidente, Noruega anunció que ha cerrado su embajada en Teherán, por motivos de seguridad, después del ataque a la misión británica. Hilde Steinfeld, una portavoz del Ministerio de Relaciones Exteriores en Oslo, dijo que la decisión de cerrar la embajada fue tomada la noche del martes, pero que el personal diplomático de Noruega no han sido evacuado del país. "Todavía están en Teherán", dijo.
El Consejo de Seguridad condenó los ataques "en los términos más enérgicos" y los EE. UU., y la secretaria de Estado, Hillary Clinton, lo describió como una "afrenta" a la comunidad internacional.
Rusia condenó el ataque, afirmando que las acciones eran "inaceptables y deben ser condenadas."
China se negó a criticar a Irán por su nombre, pero afirmó que "la acción correspondiente es contraria al derecho internacional y las normas básicas de las relaciones internacionales y deben ser manejados apropiadamente."
Varios países como Francia, Alemania, y los Países Bajos, removieron sus respectivos embajadores para discutir el asunto diplomático. Alemania se ofreció a actuar como un protector del poder para la labor diplomática del Reino Unido en Irán.